# ميكاه فرانكلين
ميكاه فرانكلين (بالإنجليزية: Micah Franklin)‏ هو لاعب كرة قاعدة أمريكي، ولد في 25 أبريل 1972 في سان فرانسيسكو في الولايات المتحدة.

## وصلات خارجية
- ميكاه فرانكلين على موقع دوري كرة القاعدة الرئيسي (الإنجليزية)
- ميكاه فرانكلين على موقع الدوري الياباني لكرة القاعدة (الإنجليزية)
- ميكاه فرانكلين على موقعبيزبول رفرنس.كوم (الدوري الرئيسي) (الإنجليزية)
- ميكاه فرانكلين على موقعبيزبول رفرنس.كوم (الدوري الثانوي) (الإنجليزية)
- ميكاه فرانكلين على موقع إي إس بي إن.كوم (أم.أل.بي) (الإنجليزية)
- ميكاه فرانكلين على موقع مشجعي الرسوم البيانية (الإنجليزية)